# طنطاوي عبد الحميد طنطاوي
طنطاوي عبد الحميد محمد طنطاوي ويشتهر طنطاوي عبد الحميد طنطاوي (مواليد 30 أغسطس 1955 في محافظة المنيا) هو كاتب مصري، وهو عضو اتحاد كتاب مصر وعضو نادي القصة المصري وعضو أتيليه القاهرة ورئيس نادي الأدب بالمنيا.

## مسيرته
جُسّدت عدة أعمال مسرحية له على خشبة المسرح، منها مسرحية «الملونون» حيث عرضت في نوادي المسرح، ومسرحية «فرعون الأمريكاني» وعرضت على مسارح الثقافة الجماهيرية، ومسرحية «منظمة عقوق البشر» وعرضت باسم على مسرح جامعة القاهرة ومسرح معرض القاهرة الدولي للكتاب 2017.

## مؤلفاته
- «مطلوب أفضل جحش» (قصص قصيرة)، 1999[4]
- «انتقام سرب الحمائم العمياء» (رواية)، 2000
- «لن تسقط المئذنة» (مسرحية)، 2001[5]
- «الملونون»، 2007[6]
- «اقتلوا الموتى» (قصص قصيرة)، 2008[7]
- «كنز أجدادي» (قصص الأطفال)، 2010[8]
- «الخوف علينا حق» (نصوص مسرحية)، 2013[9]
- «كلاب الصيد» (رواية)، 2013
- «منظمة» (مسرحية)، 2014[10]
- «من يوميات مدرس متمرد» (قصص قصيرة)، 2014[11]
- «الخادم» (قصص قصيرة)، 2015
- «السماسرة» (رواية)، 2016[12]
- «نصف رجل ونصف» (مجموعة قصصية)، 2017[13]
- «ظلال القهر» (رواية)، 2017[14]
- «شق الجبل» (رواية)، 2017[15]
- «عشاق فوق القانون» (رواية)، 2018[16]
- «الغجر» (رواية)، 2019[17]
- «مولاي فرعون» (رواية)، 2019[18]
- «سجين الوهم» (رواية)، 2019[19]
- «هوس وجيش من رحم المجهول» (مسرحيتين)، 2020[20]
- «ظل مخفي» (رواية)، 2020[21]
- «بتول شارد» (رواية)، 2020[22]
- «الهوس»، 2020[23]

## جوائز
- المركز الأول، جائزة المجلس الأعلى للشباب والرياضة، إعداد القادة، 1997[1][24]
- المركز الأول، جائزة إقليم وسط الصعيد الثقافي، 2000[1][24]
- المركز الأول، جائزة صالون سلوى علوان الثقافي، 2016[1][24]
- المركز الأول، جمعية مسافرون للإبداع والفن والسياحة تحت رعاية المجلس الأعلى للثقافة، 2017[1]